# 375 هـ
375 هـ هي سنة في التقويم الهجري امتدت مقابلةً في التقويم الميلادي بين سنتي 985 و986.

## أحداث
- تشييد جامع الإمام الأعظم في بغداد.

## مواليد
- أبو إسحاق الألبيري - أديب وشاعر من أهل غرناطة بالأندلس.

## وفيات
- أبو بكر الأبهري
- أبو إسحاق إبراهيم المتقي لله